# Карпов, Игорь Петрович
И́горь Петро́вич Ка́рпов (14 сентября 1952, Кисловодск, Ставропольский край, СССР — 23 сентября 2022, Йошкар-Ола, Марий Эл, Россия) — советский и российский деятель науки, учёный-литературовед, доктор филологических наук, профессор. Заслуженный деятель науки Республики Марий Эл (2002). Почётный работник высшего профессионального образования Российской Федерации. Член-корреспондент Международной академии наук педагогического образования (2000).

## Биография
Родился 14 сентября 1952 года в городе Кисловодске (Ставропольский край). В 1966 году его семья переехала в Йошкар-Олу, здесь он окончил среднюю школу № 4.
В 1970 году поступил на филологический факультет Ленинградского университета, но по личным причинам оставил учёбу. В 1974 году поступил в Марийский государственный педагогический институт им. Н. К. Крупской, который окончил в 1978 году по специальности «Учитель русского языка и литературы».
В 1978 году был приглашён преподавателем на кафедру русской и зарубежной литературы МГПИ им. Н. К. Крупской.
С 2000 года — руководитель лаборатории аналитической филологии МГПИ им. Н. К. Крупской.
С 2014 года — профессор кафедры русского языка, литературы и журналистики Марийского государственного университета.
Скончался 23 сентября 2022 года в Йошкар-Оле. Похоронен на Марковском кладбище Йошкар-Олы.

## Научная деятельность
В 1980 году поступил в аспирантуру МГПИ им. В. И. Ленина. В 1983 году защитил кандидатскую диссертацию на тему «Творчество А. Рекемчука и жанрово-стилевые проблемы современной советской прозы». Кандидат филологических наук (1983).
В начале 1990-х годов стал докторантом МПГУ, защитил докторскую диссертацию на тему «Проблемы типологии авторства в русской прозе конца XIX — начала XX века (И. Бунин, Л. Андреев, А. Ремизов)». Доктор филологических наук (1998).
Сферы научных интересов: теория литературы, русская литература, авторология.
За время работы в вузе разработал лекционные курсы по зарубежной литературе (XVII—XX века), русской литературе XX века, теории литературы, истории русской православной церкви, истории богословско-философской мысли, истории религий.
Автор 30 книг и брошюр (учебные пособия, монографии) и более 300 опубликованных научных и учебно-методических работ. Наиболее известны следующие его научные работы: «Проза Ивана Бунина» (1999), «Авторология русской литературы (И. А. Бунин, Л. Н. Андреев, А. М. Ремизов)» (2003), «Шмелёв в школе: Книга для учителя» (2004), «Человек творящий: Православные традиции в русской литературе» (в 2 книгах, 2007), «Словарь авторологических терминов (Учебно-методический вариант)» (2012), «Русская поэзия Республики Марий Эл (Советский период)» (2018) и др. Некоторые книги вышли в свет в московских издательствах «Флинта-Наука», «Дрофа», «ВЛАДОС», «Московский Лицей».
В соавторстве с Н. В. Шенцевой в конце 1980-х — начале 1990-х годов опубликовал несколько брошюр «Новое о русской литературе», а с Н. И. Карасёвой — три брошюры серии «Спаси и сохрани». Самой популярной оказалась работа «Православный обряд погребения». Она издаётся до сих пор, общий тираж — более миллиона. Во время пребывания в Москве (конец 1990-х — начало 2000-х годов) совместно с Н. Н. Старыгиной предпринял успешное издание серий книг: «Открытый урок по литературе» (изд-во «Московский Лицей», 8 книг), «Уроки русской классики» (изд-во «ВЛАДОС», 4 книги), «Конспекты уроков по литературе» (изд-во «ВЛАДОС», 4 книги).
Член-корреспондент Международной академии наук педагогического образования (2000). Член специализированного совета по защите докторских диссертаций по специальности «Русская литература» в Вятском государственном педагогическом университете (с 2008 года).
Главный редактор «Вестника лаборатории аналитической филологии». Член редколлегии литературно-художественного журнала «Литера» (г. Йошкар-Ола).

## Основные научные работы

### Учебники и учебные пособия[7]
- Карпов И. П. Проза Ивана Бунина: кн. для студентов, преподавателей, аспирантов, учителей. — М.: Флинта-Наука, 1999. — 336 с.
- Карпов И. П. А. П. Чехов: Авторологические интерпретации: [Материалы к шк. учеб.] / И. П. Карпов; Лаб. аналит. филологии. — Йошкар-Ола: Мар. гос. пед. ин-т, Лаборатория аналитической филологии, 2004. — 98 с.
- Карпов И. П. И. С. Шмелёв. «Лето Господне», «Богомолье», «Свет Разума»: Уроки по технологии ФОД / И. П. Карпов. — Йошкар-Ола: Мар. гос. пед. ин-т, Лаборатория аналитической филологии, 2004. — 98 с.
- Карпов И. П. Человек творящий: православные традиции в русской литературе: в 2 кн.: пособие для учителя. — М.: Дрофа, 2007. — 222 с.
- Карпов И. П. Шмелёв в школе. Поурочное планирование. Материалы к урокам. Вопросы и задания. Анализ произведений. Внеклассная работа. Межпредметные связи: книга для учителя. — Изд. 3-е, стер. — М.: Дрофа, 2010. — 320 с.
- Карпов И. П. Словарь авторологических терминов (Учебно-методический вариант): Книга для учителей, студентов, преподавателей, аспирантов / Мар. гос. ун-т; И. П. Карпов. — 3-е изд., испр. и доп. — Йошкар-Ола, 2012. — 212 с. (Авторология русской литературы. Том 3).

### Монографии
- Карпов И. П. Авторология русской литературы (И. А. Бунин, Л. Н. Андреев, А. М. Ремизов): монография. — Йошкар-Ола: Марево, 2003. — 448 с. (2-е изд., стер. — М.: Флинта, 2011. — 464 с.)[7].
- Карпов И. П. Авторология русской литературы (аспекты, парадигмы): монография. — Йошкар-Ола: Мар. гос. ун-т, 2010. — 382 с.
- Карпов И. П. Авторология русской литературы: от авторологии к процессологии. — Йошкар-Ола: Мар. гос. ун-т, 2017. — 403 с.
- Карпов И. П. Русская поэзия Республики Марий Эл (Советский период): Монография / Марийский государственный университет; Лаборатория аналитической и прикладной филологии. — Йошкар-Ола: ООО ИПФ «Стринг», 2018. — 320 с.
- Карпов И. П. Русская поэзия Республики Марий Эл (Современный период): Монография / Марийский государственный университет; Лаборатория аналитической и прикладной филологии. — Йошкар-Ола: ИПФ «Стринг», 2019.

### Главы в монографиях и сборниках научных трудов[7]
- Духовность как антропологическая универсалия в современном литературоведении: Коллективная монография по материалам Всероссийской научно-исследовательской конференции / Научн. ред. Е. О. Галицких. — Киров: Изд-во ВятГГУ, 2009. — 195 с.
- Чтение как искусство: герменевтический аспект: Коллективная монография / Сост. и научн. ред. Е. О. Галицких. — Киров: Изд-во ООО «Радуга-ПРЕСС», 2013.
- Аксиологическая парадигма марийской литературы XX—XXI веков: Коллективная монография / Кудрявцева Р. А., Беляева Т. Н., Шкалина Г. Е., Карпов И. П., Гусева Н. В., Калашникова Л. В., Рябинина М. В. // Мар. гос. ун-т; сост. и науч. ред. Р. А. Кудрявцева. — Йошкар-Ола: Мар. гос. ун-т, 2019. — 353 с.

### Статьи в научных журналах и сборниках научных статей[7]
- Карпов И. П. Автор и энергемная структура повествования. Н. В. Гоголь «Тарас Бульба» // Научные труду МПГУ. Серия: Гуманитарные науки. — М.: Прометей, 2002. — С. 46—54.
- Карпов И. П. Антропо-авторологическая парадигма (методологический и методический аспекты) // Филологический журнал. — 2011. — Вып. 18. — С. 90—100.
- Карпов И. П. Авторологическая парадигма (к методологии анализа литературно-художественного произведения) // Науковий вістник Миколаівского державного університету імені В. О. Сухомлинського: збірник наукових праць. Т. 4. Випуск 9 «Філологічні науки». — Миколаів: МНУ імені В. О. Сухомлинського, 2012. — С.61—68.
- Карпов И. П. Идейно-эмоциональные центры литературного процесса: стихотворение «К не нашим» Н. М. Языкова // Вестник Вятского ГГУ. Филология и искусствоведение. — Киров, 2012. — № 2. — С.84—87.
- Карпов И. П. Авторология (понятийно концептуальная основа) // Вестник Марийского государственного университета. — 2014. — Вып. 3 (15). — С. 75—78.
- Карпов И. П. Авторология и эстетическая критика И. А. Ильина // Вестник Марийского государственного университета. — 2017. — Вып. 1 (25). — С. 70—77.
- Карпов И. П., Сайранова М. В. Автор, поэтическая реальность, художественность (на материале русской поэзии Марий Эл) // Вестник Марийского государственного университета. — 2017. — Вып. 3 (27). — С. 111—116.
- Карпов И. П. Русская литература Марий Эл (аналитическое введение) // Человек, общество и культура в XXI веке: сборник научных трудов по материалам Междунар. научно-практич. конф. 31 октября 2017 г.: в 5 ч. / под общ. ред. Е. П. Ткачёвой. — Белгород: ООО Агентство перспективных научных исследований (АПНИ), 2017. Часть I. — С. 40—44.
- Карпов И. П. Проблемы сопоставительного анализа переводных и оригинальных произведений (Валентин Колумб и Александр Сычёв) // Актуальные проблемы социально-гуманитарных наук: Междунар. научно-практич. конф. 30 ноября 2017 г. — Белгород, 2017. — С. 35—41.
- Карпов И. П. Валентин Колумб и Александр Сычёв: пространственно-временное видение мира и человека // Вестник Марийского государственного университета. — 2018. — № 2. — С. 136—142.
- Карпов И. П. Этнические и общенациональные ценности в поэзии Алексея Васинова // Интернаука: электрон. научн. журн. — 2018. — № 41 (75).

### Авторефераты диссертаций
- Карпов И. П. Творчество А. Рекемчука и жанрово-стилевые проблемы современной советской прозы: диссертация … кандидата филологических наук: 10.01.02. — Москва, 1983. — 215 с[5].
- Карпов И. П. Проблемы типологии авторства в русской прозе конца XIX — начала XX века: И. Бунин, Л. Андреев, А. Ремизов: автореферат дис. … доктора филологических наук: 10.01.01 / Моск. пед. гос. ун-т. — Москва, 1998. — 36 с[8].

## Звания, награды и гранты
- Заслуженный деятель науки Республики Марий Эл (2002)[7]
- Почётный работник высшего профессионального образования РФ[9]
- Почётный профессор Марийского государственного университета
- Государственное задание Министерства образования и науки РФ «Вербальное творчество современной молодёжи: типы и характер связи с традиционной (фольклорной), элитарной и массовой культурами» (2011—2013)[2].
- Грант РФФИ и Правительства Марий Эл в рамках научного проекта № 17-14-12004 (2017—2018)
- Грант РФФИ в рамках научного проекта № 18-012-00086 (2018—2019)